# Michael Winter (Sportschütze)
Michael Winter (* 20. Mai 1976 in München) ist ein deutscher Sportschütze in der Disziplin Luftgewehr.
Michael Winter arbeitet als Kommunikationselektroniker. Der Kirchseeoner startet für die HSG München sowie die Schützengesellschaft Edelweiß Kirchseeon und wird von Claus Dieter Roth  trainiert. 2007 wurde er bei den Europameisterschaften 28. im 60-Schuss-Liegendkampf. Mit einem siebten Platz beim Weltcup in Rio de Janeiro konnte sich Winter 2008 für die Olympischen Spiele qualifizieren. Er startet in Peking in den Wettbewerben über 50 Meter liegend, im Dreistellungskampf und über 10 Meter.